# Partit HUN
El Partit HUN (en mongol: ХҮН нам, romanitzat: Khün nam, lit. 'Partit Humà' o 'Partit Popular') és un partit de centredreta de Mongòlia. Fundat el 2011 com a Partit Nacional del Treball (Хөдөлмөрийн Үндэсний Нам, romanitzat:  Khödölmöriin Ündesnii Nam), es va centrar en polítiques d'anticorrupció i de transparència.

## Història
Inicialment, un partit menor sense cap escó al parlament, el partit va començar ràpidament a guanyar terreny en la política mongola amb diversos factors que van contribuir al seu ascens, com ara la fusió del MPRP de l'expresident Nambaryn Enkhbayar. A les eleccions parlamentàries del 2020 i a les eleccions presidencials del 2021, el partit va tenir un bon rendiment entre els joves de les zones urbanes, ja que es considerava un grup progressista de professionals mongols joves. El partit també va ser popular entre els expatriats mongols que van donar suport al partit des de l'estranger, amb més del 75% dels votants expatriats donant suport a Dangaasurengiin Enkhbat, el candidat del partit per a les eleccions presidencials del 2021. En aquestes, el partit HUN va quedar en segon lloc amb més del 20% del total de vots, superant en nombre al DP com a principal rival del MPP per primera vegada a la política de Mongòlia.
El 2022, el partit va canviar el nom del seu partit a Partit HUN i va declarar la seva posició política de centredreta. Més tard, a les eleccions del 2024, el Partit HUN va guanyar 8 escons, quedant tercer i formaria un govern de coalició amb el Partit del Poble de Mongòlia.

## Resultats electorals

### Eleccions legislatives
| Any  | Líder              | Vots                  | %                     | Escons  | +/– | Pos. | Govern   |
| ---- | ------------------ | --------------------- | --------------------- | ------- | --- | ---- | -------- |
| 2020 | Badrakhyn Naidalaa | Dins la coalició ZKEE | Dins la coalició ZKEE | 1 / 76  | Nou | 5è   | Oposició |
| 2024 | Togmidyn Dorjkhand | 151,111               | 10.38%                | 8 / 126 | 7   | 3r   | Coalició |

### Eleccions presidencials
| Any  | Candidat                | Vots    | %          | Resultat |
| ---- | ----------------------- | ------- | ---------- | -------- |
| 2021 | Dangaasürengiin Enkhbat | 242,692 | 21,4 / 100 | Derrota  |